# هوندا ز50رد
هوندا Z50RD (1986) عبارة عن دراجة صغيرة من سلسلة هوندا Z مصنوعة بالكامل من الكروم والتي كانت تُعرف باسم إصدار خاص باعياد الميلاد أو إصدار الكروم . كانت نسخة محدودة من الدراجة الصغيرة هوندا Z50R (كانت D IN Z50RD لـ "التاجر). يعتبر Z50RD الآن نادرًا بين المتحمسين وهواة الجمع.

## المواصفات
كانت الدراجة بنفس مواصفات الإنتاج العادي لهوندا Z50R 1986. كان Z50RD يحتوي على مكبس أحادي 49cc ، وناقل حركة 3 سرعات ، ومكابح أسطوانية. ما يميز الدراجة عن الإنتاج المعتاد Z50R هو أن الدراجة الصغيرة كانت تحتوي على معظم الأجزاء المرئية بالكروم. وشملت الأجزاء المطلية بالكروم خزان الوقود ، والمصدات ، والعادم ، والشوك ، والإطار ، والعجلات ، والمقاود. أجزاء المحرك غير المطلية بالكروم مصقولة ومغطاة بمحاذاة محاور العجلات.

## التاريخ
من غير المعروف عدد تجار هوندا الذين سُمح لهم بشراء الكروم Z50RDs ولكن يعتقد بعض هواة جمع السيارات أن تجار هوندا يمكنهم شراء اثنتين من الدراجات. في الثمانينيات ، كان هناك 805 من وكلاء هوندا في الولايات المتحدة. أطلق الناس على الدراجة ذات الإصدار المحدود اسم إصدار خاص لعيد الميلاد أو إصدار Chrome . يعتمد سبب تسميته إصدار Chrome على المظهر.
ربما تكون قد حصلت على لقب خاص بعيد الميلاد بناءً على شحنة الدراجة في ديسمبر ، والملصق الموجود أعلى خزان الوقود الذي كتب عليه «خاص». لم تدخل الدراجة حيز الإنتاج حتى يوليو / أغسطس 1986 ، ولم يتم شحنها للتجار حتى ديسمبر.
أرقام الإنتاج الدقيقة لـ Z50RD غير معروفة. شحنت هوندا 11652 Z50Rs في عام 1986. تضمن الرقم الإنتاج العادي Z50R والإصدار المحدود Z50RD. يدعي مؤلف دليل عشاق هوندا ميني تريل ، جيريمي بولسون ، أن عدد عروض عيد الميلاد الخاصة التي تم إنتاجها يعد لغزًا.
لم يتم بيع الدراجة الصغيرة بسرعة عندما تم إصدارها ، ولكن بحلول عام 2016 حققت مكانة كنموذج قابل للتحصيل بدرجة عالية. في عام 2021 ، حدد دليل NADA قيمة Z50RD بحالة ممتازة عند 9385 دولارًا. لقد أصبح تحصيلًا شهيرًا في هواية جمع الدراجة الصغيرة.